# Gjačung Kang
Gyachung Kang je nejvyšším sedmitisícovým vrcholem světa (7952 m) a patnáctou nejvyšší horou světa. Nachází se na hranici mezi Nepálem a Čínskou lidovou republikou v regionu Khumbu a je nejvyšším vrcholem oblasti mezi osmitisícovkami Čo Oju (8201 m) a Mount Everestem (8849 m).

## Horolezecké výpravy
Prvovýstup uskutečnili dne 10. dubna 1964 členové japonské horolezecké expedice - Y. Kato, K. Sakaizawa a šerpa Pasang Phutar. Následující den vystoupili na vrchol také K. Machida a K. Yasuhisa.